# White River (Dakota del Sud)
White River (lakota: Makhízita wakpá; "riu blanc brut") és una població dels Estats Units a l'estat de Dakota del Sud. Segons el cens del 2000 tenia 598 habitants.

## Demografia
Segons el cens del 2000, White River tenia 598 habitants, 219 habitatges, i 141 famílies. La densitat de població era de 452,7 habitants per km².
Dels 219 habitatges en un 35,2% hi vivien nens de menys de 18 anys, en un 40,6% hi vivien parelles casades, en un 17,8% dones solteres, i en un 35,2% no eren unitats familiars. En el 30,1% dels habitatges hi vivien persones soles el 12,3% de les quals corresponia a persones de 65 anys o més que vivien soles. El nombre mitjà de persones vivint en cada habitatge era de 2,53 i el nombre mitjà de persones que vivien en cada família era de 3,12.
Per edats la població es repartia de la següent manera: un 29,4% tenia menys de 18 anys, un 8,5% entre 18 i 24, un 23,1% entre 25 i 44, un 20,9% de 45 a 60 i un 18,1% 65 anys o més.
L'edat mediana era de 36 anys. Per cada 100 dones de 18 o més anys hi havia 87,6 homes.
La renda mediana per habitatge era de 25.500 $ i la renda mediana per família de 34.531 $. Els homes tenien una renda mediana de 26.250 $ mentre que les dones 15.536 $. La renda per capita de la població era de 12.794 $. Entorn del 23,5% de les famílies i el 25,1% de la població estaven per davall del llindar de pobresa.

## Poblacions més properes
El següent diagrama mostra les poblacions més properes.